# 象山水库 (黑河)
象山水库，位于中华人民共和国黑龙江省黑河市爱辉区境内，是法别拉河梯级开发的第一级。工程于1992年10月10日开工，1997年8月28日下闸蓄水，同年9月10日并网发电。水库以发电为主，兼顾防洪、养鱼等综合利用。水库集水面积1972平方千米，总库容3.34亿立方米，兴利库容（调节库容）1.9亿立方米，死库容1.01亿立方米，调洪库容0.43亿立方米。水库电站总装机容量1.8万千瓦，年发电量4130万千瓦时，承担了黑龙江省北部电网的部分调峰任务。